# 白牌車
白牌車是香港人對非法載客牟利的「非商業用途車輛」的俗稱。

## 歷史
在1970年代及以前，香港車牌曾經以顏色區分車輛類別，當時香港的士車牌是「黑底白字」，非商用車輛的車牌如私家車則為「白底黑字」，因此將私家車充作的士或巴士等商業載客用途便被稱為「白牌車」，駕駛「白底黑字」車牌的私家車載客牟利屬於非法行為，故此「白牌車」受到警方取締。1972年起香港政府推動採用英國標準的（BS AU 145a）車牌規格，車牌為反光的「前白後黃」及黑色字體，各類車輛在車頭的車牌都是「白底黑字」，車尾的車牌則為「黃底黑字」，並且於1980年代中期規定已獲發牌的車輛都要改用（BS AU 145a），「前白後黃」車牌成為香港的統一規格，故此現時已不能單從車牌的顏色分辨有關車輛是否可合法經營載客用途。
白牌車的全盛時期約為1950年代至1960年代，因為當時的公共交通服務供不應求，電車站和巴士站經常大排長龍，而且電車和巴士的服務覆蓋範圍未能滿足市區邊緣居民的需要，而的士則收費昂貴，使用私人車輛同時接載多位乘客的白牌車便應運而生，成為一種共乘的士。因為非法載客的白牌車並非註冊載客車輛，不用繳收商業牌照費用，卻可同時載多名乘客，所以收費較的士廉宜，由於白牌車經營者通常使用可載九人的客貨車載客，所以當時又稱「九人車」。及至1967年發生六七暴動，因為鬥委會在香港各區發動連串炸彈襲擊，並屢次在道路及電車路放置炸彈企圖癱瘓全香港的公共交通，電車及專營巴士經常因發現炸彈而服務受阻。相對於行車路線固定的電車和專營巴士，容易受到左派暴徒放置及投擲炸彈襲擊，九人車則因為司機可以自定及臨時更改行車路線，可避開因發現炸彈而擠塞的道路，因而受到市民歡迎，港府亦放寬對白牌車的執法，容許白牌車在市區接載乘客，白牌車在此期間發揮了協助維持公共交通的功用。
1967年12月港府平息六七暴動後，開始探討白牌車在公共交通中的角色，雖然港府當時仍然指出經營白牌車是非法的，的士團體亦擔心帶來競爭和影響牌價而反對將白牌車合法化，但港府最終同意為白牌車經營者提供合法載客的途徑，並由運輸署向經營者有條件發出客運營業證，白牌車領取客運牌照後，可根據發牌條件合法載客，而獲得發牌的白牌車便成為紅色公共小巴，至於未有取得客運營業證的白牌車仍屬非法載客車輛。
直至1970年代至1980年代，新界郊區仍然有白牌車行走。近年的白牌車多為專業經營或公司化營運，亦有指白牌車是私人司機於空檔時間賺取外快者，Uber在香港亦曾引發爭議。時至今日，仍有非法白牌車的營業行為。

## 黑牌車
香港於1983年統一車牌格式前，商用車（包括的士及貨車）車牌為黑底白字，私家車是白底黑字（前後一樣）。 巴士及小巴是紅底白字車牌。 
香港的客貨車可以選擇作私家車或貨車登記。選擇作私家車登記者，可乘坐7人（不包括司機），而選擇作貨車登記者，最後一排座位需要拆除，最多只可以乘坐5人（不包括司機），而且最後一排横向玻璃窗需要封窗，及加裝貨物分隔網。由於1980年代中之前私家車是白色車牌，而貨車是黑色車牌，所以亦有人把作貨車登記的客貨車叫作「黑牌車」。除此之外，以前也有一種叫鄉村車可作合法載客用途，通常由運送新鮮蔬菜的小型貨車加裝座位而成，並申領有超額載客許可證，載客可多過5人，主要在新界的偏遠地區提供載客服務，但這類車輛已於2017年全部結束營運，並由綠色公共小巴取代。
另外，貨車需要在車門塗上黑色底及白色字，標明車輛的擁有者及容許的載重量，稱為「門板字」。後來因為私隱等原因取消顯示車主資料，只剩下車輛載重的資料，到21世紀後才完全取消「門板字」。雖然這也是黑底白字，但這並非黑牌的正式出處。黑牌或白牌是指車牌的顔色，並不是指「門板字」。

## 紅牌車
1970年代中之前，香港亦有一種叫「紅牌車」，車牌是紅底白字，車型一般都是與一般的士極為相似的房車，但車内沒有安裝咪表（計程器），車頂亦沒有安裝「的士」及「TAXI」的標示燈。「紅牌車」是合法的電召載客車輛，但只可接受電話來電接客，不容許在街上隨意接載乘客，其發牌原意是和一般的士互補不足，而不是在街上和的士爭客。不過實際上經常有紅牌車違規在街上直接載客，和正規的士直接競爭。有見於此，政府在1976年不准紅牌車載客，紅牌車牌主可在限期內申請轉為市區的士牌，但需要支付75,000港元的換牌費，自此之後紅牌車走入歷史。

## 現狀
現在這個詞已經傳入其他華人世界：
在臺灣，白牌車這一詞最早乃用來形容違法使用的通勤交通大客車，但近年來此名稱已轉意，作為任何違法營運的遊覽車、中型巴士或各類的小客貨車代稱，非法營運客車也稱作「野雞車」，但兩詞所指涉的違法問題並不相同。大略而言，野雞車主要的違法在於未設合法乘車處，讓客人隨意上下車；白牌車則是由於載客車輛的牌照並不符合營業用規定。
在珠江三角洲，白牌車也稱作「黑大巴」，指稱沒有公路客運營業執照卻載客營利的車輛。

## 外部連結
- (PDF). 香港: 運輸署.   [2009-11-11]. （原始内容 (pdf)存档于2008-10-12）.

- 香港運輸署 （页面存档备份，存于）
- 香港公共交通查詢服務(試驗版) （页面存档备份，存于）
- 香港取消紅牌車電視片段 （页面存档备份，存于）